# Fábio Júnior Pereira
Fábio Júnior Pereira (* 20. November 1977 in Manhuaçu) ist ein ehemaliger brasilianischer Fußballspieler.
Pereira spielte von 1993 bis 1999 in der brasilianischen Liga. Danach wurde der AS Rom auf ihn aufmerksam und kaufte den Angreifer für rund 15 Millionen Dollar von dessen Stammverein Cruzeiro Belo Horizonte. Dort konnte er sich allerdings nicht durchsetzen und ging ein Jahr später zurück nach Brasilien. Im Januar 2003 wechselte er wieder nach Europa zum portugiesischen Fußballclub Vitória Guimarães. Danach war er bei Atlético Mineiro (Brasilien), den Kashima Antlers (Japan) und Al Wahda (Abu Dhabi) in den  Vereinigten Arabischen Emiraten tätig.
Fábio Júnior spielte ab Januar 2006 beim Bundesligisten VfL Bochum im Angriff. Nach dem Aufstieg in die 1. Bundesliga konnte er in der Folgesaison die hohen Erwartungen jedoch nicht erfüllen und so verließ er nach eineinhalb Jahren Bochum wieder und wechselte zu Hapoel Tel Aviv. Im Jahr 2008 ging er zurück nach Brasilien. Anfang 2010 nahm ihn América Mineiro unter Vertrag, wo er in der Série B spielte. Nach weiteren Stationen bei unterklassigen Klubs beendete er im Jahr 2016 seine Laufbahn.
Der ehemalige brasilianische Nationalspieler absolvierte 3 A-Länderspiele.

## Erfolge
Cruzeiro
- Staatsmeisterschaft von Minas Gerais: 1998
- Copa do Brasil: 2000
- Copa Sul-Minas: 2002

## Auszeichnungen
Cruzeiro
- Torschützenkönig Copa dos Campeões: 2002